# Alien vs Predator (trò chơi năm 2010)
Alien vs. Predator là một game hành động bắn súng góc nhìn người thứ nhất được sản xuất vào năm 2010. Game có cốt truyện dựa trên series phim khoa học viễn tưởng Alien. 

## Cốt truyện
Trong phần một này game chỉ giới thiệu sơ lược về ba phe: Marine, Alien và Predator. Chiến trường chung cua ba phe theo mục chơi đơn là trên một hành tinh của người Predator. Khi đó phe Marine đang chiếm nơi đây để thiết lập căn cứ mới, đồng thời dùng nơi này làm khu nghiên cứu loài Alien. Kết quả là Alien sổng ra ngoài và tấn công lại con người cùng Predator, trong khi chính Predator lại muốn đánh đuổi con người ra khỏi quê hương của họ. Con người thì phải đơn độc chống lại hai kẻ thù cùng lúc.

### Marine
Trò chơi bắt đầu tại một hành tinh, với đội binh lính không gian trên hai tàu riêng biệt, một trong số đó là tàu sân bay USS Marlow. Họ được ra lệnh đáp xuống hành tinh trên để chiến đấu. Khi tàu của Predators xuất hiện và phá hủy tàu Marlow, Thiếu tá Van Zandt chỉ đạo các con tàu còn sống sót đáp xuống đất. Người chơi, được đặt tên là "Rookie", bị bất tỉnh trong tàu sau va đập và tỉnh lại trong trung tâm với một sự hỗn loạn. Lúc này, Rookie và một nhân vật tên Tequila được gửi đến đây với mục đích dùng hệ thống trực tuyến để xác định tất cả những ngưới lính không gian còn sống sót, đặc biệt là Van Zandt. Tuy nhiên, khi phát hiện Van Zandt đã bị Alien đẻ trứng, Rookie đã bắn ông.
Di chuyển xa hơn vào tổ của các Alien mới được xây trong các nhà máy lọc dầu, Rookie gặp Matriarch - nữ hoàng Alien - và khiến nó mắc kẹt trong ngọn lửa, cuối cùng giết chết nó trong một vụ nổ với sự giúp đỡ từ Tequila. Đi qua các đầm lầy, Rookie nhận được liên lạc với một con tàu để đón anh, nhưng con tàu đã đụng độ với một Predator trước khi việc cứu hộ có thể được thực hiện. Rookie nhận được sự hỗ trợ của người quản lý một vùng đất, Katya, từ nhóm Weyland-Yutani, được gửi tới điều tra các kim tự tháp cổ. Theo hướng dẫn của Katya, Rookie có thể xác định vị trí những người sống sót khác trong những tàn tích và đã giết một Predator trước khi giải cứu Tequila khỏi lũ Alien, nhưng cô ấy đã bị Alien đẻ trứng. Tequila nói Rookie hãy bắn mình nhưng Katya nói rằng nếu Rookie có thể đưa Tequila đến phòng thí nghiệm nghiên cứu, Katya có thể thực hiện phẫu thuật cho Tequila để lấy con Alien bên trong người cô ra. Weyland phát hiện ra về điều này và tìm cách ngăn chặn Katya từ cố gắng loại bỏ con Alien khỏi Tequila. Rookie đã phải giúp Tequila ngăn chặn con Alien chui ra và giết chết cô.
Sau đó, Rookie phát hiện ra rằng Katya là một người máy, còn Weyland có datapad có thể liên hệ với con tàu cá nhân của mình và dùng chúng để thoát khỏi hành tinh này. Rookie thâm nhập từ bên dưới cơ sở của Weyland để có được datapad của mình, giết chết Weyland và sử dụng nó để anh, Tequila và Katya ra khỏi hành tinh. Rookie, Tequila, và Katya sau đó được nhìn thấy trong các buồng ngủ trên con tàu của mình, trong khi nó đang đi với tàu tuần dương cá nhân của Weyland, còn phi công thì tải lên nội dung của datapad đến máy tính của tàu tuần dương. Weyland tưởng chừng đã bị giết chết xuất hiện và sau đó vui mừng khi biết rằng "mẫu sống" an toàn và nhận được các nội dung quan trọng của datapad: tọạ độ hành tinh của các Alien.

### Alien
Trò chơi bắt đầu trong phòng thí nghiệm, nơi hai con người đang bị giam giữ. Khi một trong số họ thức dậy, một con Alien chui ra từ người kia, giết chết anh ta. Ngay sau đó, một Alien xuyên qua cơ thể của người còn lại và giết chết anh. Khi các nhà khoa học vào phòng để thu thập mẫu vật, họ thấy "Mẫu 6" mất tích. Con Alien mất tích sau đó chui lên từ miệng nạn nhân thứ hai, chứ không phải là ống chứa và kết quả là căn phòng được bơm khí bởi nhà khoa học đứng đầu, Tiến sĩ Groves, giết chết hai nhà khoa học trong căn phòng và con Alien đó. Tuy nhiên, Weyland đã ngăn chặn cái chết của con Alien trên do ấn tượng với sự xảo quyệt của nó và nói với Groves đưa nó đến một căn phòng đặc biệt, còn con Alien có tên mã là "Mẫu 6".
Vài ngày sau đó, Mẫu 6 trưởng thành hoàn toàn. Trong một lần may mắn trốn thoát do xảy ra sự cố, nó đã tìm cách giải cứu Matriarch - nữ hoàng Alien - cũng đang bị giam giữ và các Alien khác. Sau khi tự do, đám Alien rút lui đến các vùng đất và các nhà máy lọc dầu gần đó, nơi chúng bắt đầu sinh sản. Matriarch xây một cái tổ trong nhà máy lọc dầu và không hoạt động cho đến khi có sự xuất hiện của các lính không gian.
Sau khi những người lính không gian đến, Mẫu 6 bắt đầu giết họ và vô hiệu hóa các hệ thống. Trong khi làm nhiệm vụ của nó, nó thấy mình đang ở di tích Weyland, nơi mà nó và Alien khác gặp phải hai chiến binh Predator, ngay lập tức chúng chiến đấu và tiêu diệt kẻ thù. Vào cuối cuộc chiến, một Elite Predator xuất hiện và đánh nhau với Mẫu 6, sau cùng nó cũng đánh bại được Elite Predator và đẻ trứng vào người Predator đó. Khi Mẫu 6 băng qua rừng để trở về, nó dừng lại và thấy choáng váng như nó thấy các nhà máy lọc dầu đang cháy, có cảm giác Matriarch đang bị mắc kẹt trong đám cháy do Rookie gây ra (trong chế độ chơi Marine), sau đó chết trong một vụ nổ. Nó bắt đầu trải qua các biểu hiện lạ, còn Weyland và một vài người máy chiến đấu phát hiện ra Mẫu 6 và theo yêu cầu của Weyland, họ bắt nó. Họ bắt Mẫu 6 rồi đưa đến một con tàu đem đi, nơi nó giết chết phi hành đoàn. Mẫu 6 trốn thoát và bắt đầu xây dựng một cái tổ trong các hệ thống thông gió. Sau đó nó đã bắt đầu quá trình lột xác và trở thành một nữ hoàng mới.

### Predator
Trò chơi bắt đầu ở bên ngoài không gian, nơi một nhóm Predator được yêu cầu đến một hành tinh để điều tra một cuộc gọi bị nạn của một nhóm Predator đang săn bắn trên hành tinh đó. Khi đến nơi, tàu của các Predator tiêu diệt con tàu USS Marlow và phóng các con tàu của nhóm Predator đó đáp xuống hành tinh trên.
Trên hành tinh, Dark tìm thấy một trong những Predator đã chết và đặt cổ tay bracer của mình xuống để tự hủy, giữ cho con người không thể khám phá công nghệ của họ. Sau đó Dark xâm nhập vào căn cứ của con người, vô hiệu hóa các hệ thống và giải thoát cho lũ Alien.
Dark xâm nhập nhà máy lọc dầu và tìm thấy Matriarch đã bị giết bởi Rookie (trong chế độ chơi Marine). Dark đi vào đống đổ nát sau khi thoát khỏi các nhà máy lọc dầu và tìm thấy chiếc mặt nạ của một Predator huyền thoại thời cổ xưa. Thay thế mặt nạ riêng của mình với mặt nạ này, Dark có khả năng nhìn thấy và nhắm mục tiêu là các Alien trong bóng tối cũng như các lỗ, khe hở từ đó chúng có thể lẩn trốn. Mặt nạ đóng lại cảnh ba chiều từ nhiều năm trở lại ăn mừng chiến thắng đầu tiên của Predator trước các Alien. Đó là vào thời điểm này người chơi sẽ được hướng dẫn để tìm một vật nào đó vai trò quan trọng với Predator - một cổ tay bracer cổ đại.
Mạo hiểm vượt qua các di tích, Dark bị mắc kẹt và chiến đấu với một con Alien nữ hoàng cùng nhiều con Alien khác. Sau khi đánh bại nó, Dark tìm thấy một vũ khí mũi nhọn như thế có thể được ném trong khi vẫn duy trì sự tàng hình.
Dark sau đó thâm nhập vào phòng thí nghiệm nghiên cứu Weyland-Yutani được xây dựng trên kim tự tháp cổ và tìm kiếm một cổ tay bracer bị đánh cắp bởi con người cho các nghiên cứu. Dark có cuộc chạm trán với người máy chiến đấu của công ty. Họ cố gắng bắt Dark để nghiên cứu trực tiếp nhưng thất bại. Dark lấy lại các cổ tay bracer và sau khi chiến đấu trong các phòng thí nghiệm Alien, Dark vào ngôi mộ lưu trữ xác của một Predator cổ đại, kích hoạt trình tự tự hủy trên cổ tay bracer của mình trước khi chiến đấu và giết chết một Predalien được sinh ra từ một Elite Predator trước đó (trong chế độ chơi Alien). Sau đó cổ tay bracer đã phát nổ và quét sạch toàn bộ ngôi đền cùng các vùng đất xung quanh nó, như thánh thiện của ngôi đền đã bị vi phạm bởi con người và để tẩy các vết bẩn trên lịch sử của Predator. Sau khi thoát khỏi ngôi đền, Dark trở về con tàu của các Predator, trở thành một Elite và mặt nạ cổ cho anh dữ liệu tiết lộ vị trí hành tinh của các Alien.

## Các nhân vật và nhiệm vụ
Trong trò chơi, bạn sẽ nhập vai vào một trong ba phe Alien, Marine hoặc Predator.
- Marine: Đối với Marine, bạn sẽ nhập vai vào một người lính không gian tên là "Rookie", còn sót lại trong một lần tấn công của Alien. Bạn phải cố gắng sống sót vượt qua hàng ngàn đối thủ, không chỉ có mỗi Alien mà còn có các chiến binh Predator. Về cơ bản khi chơi nhân vật này bạn chỉ dùng một phương pháp duy nhất là chạy và bắn. Tuy vậy nhưng trò chơi không gây nhàm chán, vì bạn phải hành động liên tục và chính xác qua từng phát đạn để hạ gục kẻ địch xuất hiện liên tục, do đó muốn sống sót tốt bạn cần phải thể hiện tài thiện xạ của mình.
- Alien: Bạn sẽ nhập vai vào một con Alien vừa đẻ trứng trong căn cứ của Marine và đang tiếp tục hành động duy nhất là tiêu diệt bất kỳ đối thủ nào không cùng giống loài.
- Predator: Đối với Predator, bạn sẽ nhập vai vào một chiến binh Predator có tên "Dark", với nhiệm vụ là tiêu diệt kẻ thù và chứng minh khả năng chiến đấu của bản thân để trở thành một "Elite". Tương tự như Marine, Predator cũng có súng nhưng được trang bị thêm giáo, lưỡi ném, móng vuốt và bom.

## Ưu điểm-nhược điểm
Game khá hay cho những ai đang mê thể loại bắn súng lấy bối cảnh viễn tưởng và các fan của Alien. Nhược điểm là game không có chế độ save tự do, do đó khi chết bạn phải chơi lại từ đầu. Đây sẽ là trở ngại khi chơi phe Alien vì đây là phe chuyên xáp lá cà, máu lại yếu nên rất dễ chết, cần phải tấn công du kích và ăn thịt người thì mới hồi phục lại máu chứ không thể tấn công công khai trước mặt đối phương đang dùng súng.

## Cấu hình game
- Pentium 200 MMX, 32 MB RAM
- Windows 95/98
- Đĩa cứng 300MB
- 4x CD ROM
- Direct3D Supported 3D Graphics Card, at least 4MB video memory.
- DirectSound compatible sound card.
- Chuột, bàn phím và any DirectX supported controllers
- Internet (khi chơi nhiều người), TCP/IP, IPX LAN Card hay minimum 33.6 kbps modem.